# Opération de Bentall
L’opération de Bentall est une opération de chirurgie cardiaque qui consiste au remplacement de la valve aortique malade et de la racine de l'aorte ascendante avec un tube contenant une greffe de valve prothétique (valve mécanique artificielle le plus souvent, parfois prothèse biologique) et la réimplantation des artères coronaires dans le greffon.
L'opération de Bentall a été décrite pour la première fois en  1968 par les docteurs Hugh Bentall (en) et A. De Bono,,,.